# Yeşilağaç, Saray
Yeşilağaç là một xã thuộc thành phố Saray, tỉnh Van, Thổ Nhĩ Kỳ. Dân số thời điểm năm 2011 là 434 người.